# Elicitor
En botánica, elicitor es utilizado para referirse a un grupo diverso de compuestos estructurales (extrínsecos o aportados)  que actúan como moléculas señalizadoras cuando existe peligro. Dichas moléculas se unen a proteínas receptoras especiales ubicadas en las membranas celulares de las plantas generando una respuesta de defensa de la planta frente a diferentes patógenos (insectos, hongos o bacterias) o ante el daño mecánico producido por los herbívoros. Actualmente se clasifican en dos grandes grupos, patrones moleculares de daño asociado (DAMPs, por sus siglas en inglés) y patrones moleculares asociados a herbívoros (HAMP,  por sus siglas en inglés).
En biología animal, los elicitores provenientes de patógenos son clasificados actualmente como patrones moleculares asociados a patógenos (PAMPs, por sus siglas en inglés) o patrones moleculares asociados a microbios (MAMPs , por sus siglas en inglés).

## Receptores y respuesta inmunitaria
Los receptores de las moléculas son capaces de reconocer el patrón molecular de inductores y desencadenar la señalización intracelular defensiva a través de la vía del octadecanoico. Esta respuesta da como resultado la síntesis de metabolitos que reducen el daño y aumentan la resistencia a las plagas, enfermedades o el estrés ambiental. Se trata de una respuesta inmune conocido como inmunidad desencadenada por patrón o PTI (del inglés, pattern triggered immunity).
En plantas, las respuestas inmunes surgen de dos ramas del sistema inmune innato: inmunidad desencadenada por PAMPs (PTI, por sus siglas en inglés) e inmunidad producida por efectores (ETI, por sus siglas en inglés). Los efectores son proteínas secretadas directamente a las células del hospedante por patógenos microbianos capaces de suprimir el sistema defensivo de las plantas para facilitar la infección y el desarrollo de la enfermedad.
Estos efectores también son importantes para las relaciones simbióticas.
Un ejemplo del PTI es el quitosano que se encuentra en las conchas de los crustáceos, insectos y en hongos. El quitosano se utiliza en la agricultura como un agente de control biológico natural, para mejorar la salud de las plantas y aumentar los rendimientos de los cultivos.
Otro ejemplo de elicitor es el fosfito de potasio, que fue un fertilizante muy usado en el siglo XX debido a su poder fertilizante del potasio y al que se tenía asociado de ese fósforo erróneamente. Las plantas se nutren de fósforo en forma de fosfato (fósforo en estado de oxidación V), mientras que el fosfito tiene un estado de oxidación III, de tal manera que a la planta no le sirve como nutriente, pero si que desencadena una cascada de reacciones de defensa contra el hongo Phytophthora.

## Hormonas
Las hormonas vegetales son moléculas de señalización producidas dentro de la planta (es decir, son endógenas). Las hormonas regulan los procesos celulares en las células objetivo localmente y pueden trasladarse a otras partes de la planta. Ejemplos de hormonas vegetales son las auxinas, las citoquininas, las giberelinas, el etileno, el ácido abscísico, el ácido salicílico, los jasmonatos... Las hormonas ocurren naturalmente en concentraciones extremadamente bajas, finamente equilibradas.
Las hormonas vegetales actúan como reguladores o moduladores del crecimiento de las plantas. Los moduladores se definen como moléculas que "se unen a una proteína diana en particular, principalmente a una enzima, lo que cambia directamente su actividad, es decir, aumenta o disminuye". Un ejemplo es el ácido salicílico, que es un modulador de la actividad de las isoenzimas catalasas y el jasmonato, que modula la actividad de la fenilalanina amoniaco liasa.

## Patrones moleculares asociados a patógenos (PAMPs)
Son estructuras evolutivas altamente conservadas únicas de los microbios. Tienen un papel importante en la fisiología de los microorganismos y por ende no están sujetas a mutaciones frecuentes.
Es importante destacar que existen microorganismos no patógenos que poseen dichas moléculas, así que el término PAMPs es limitado.
Debido a lo anterior las plantas necesitan un sistema de detección para asegurar el reconocimiento de verdaderos patógenos. Estos receptores inmunitarios son llamados proteínas efectoras.

## Patrones moleculares asociados a microbios (MAMPs)
Dichos compuestos presentan diversas estructuras como carbohidratos, peptidoglucanos, péptidos, proteínas, lípidos y esteroles. Son percibidos por las plantas a bajas concentraciones.
Algunos ejemplos de dichos compuestos son:
- El esterol ergosterol en el hongo Cladosporium fulvum
- El polipeptido criptogeina del oomiceto fitopatogeno Phytophthora cryptogea
- Elicitinas de diversas especies de Phytophthora y Pythium
- Elicitores proteínicos ácidos de Alternaria tenuissima  y de Erwinia amylovora (harpina).

Muchos fitopatógenos utilizan el sistema de secreción tipo III para inyectar sus moléculas efectoras directamente en las células vegetales. También pueden generar pequeñas moléculas efectoras que imitan o copian las fitohormonas. Un ejemplo de esto son algunas cepas de Pseudomonas syringae que producen coronatina para interferir con las respuestas inmunes mediadas por ácido salicílico.

## Patrones moleculares de daño asociado (DAMPs)
La invasión por parte de patógenos tiene como primer reto el atravesar la pared celular vegetal rígida, dicha tarea es realizada por medio de la digestión de la pared con enzimas líticas que liberan dichos patógenos.
Dicha digestión o el daño mecánico que provocan los herbívoros al masticar las plantas generarán la liberación de compuestos químicos conocidos como patrones moleculares de daño asociado (DAMPs). Estos compuestos endógenos indican el estado de daño de la planta.
Son estructuralmente diversos incluyendo desde oligosacáridos como los oligogalacturónidos (elicitores endógenos), y los monómeros de la cutina. Además, algunos péptidos son descritos como DAMPs como la sistemina involucrada en la respuesta de defensa de plantas de la familia Solanaceae.